# Archias (poète)
Pour les articles homonymes, voir Archias.
Archias, Ἀρχίας (prononcer : Archías) (né vers 120 av. J.-C. à Antioche) fut un poète Syrien, naturalisé romain sous le nom d'Aulus Licinius Archias. Il pratiquait l'épopée militaire et l'improvisation poétique.

## Biographie
Archias se lia en Asie avec Licinius Lucullus qui lui fit conférer le titre de citoyen romain et le nom romain d'Aulus Licinius Archias. Il vint se fixer à Rome sous le consulat de Marius et de Lutatius Catulus (102 av. J.-C.) et vivait dans la maison de Catulus. Cicéron et son frère Quintus suivirent ses enseignements lorsqu'ils étaient enfants, et étudièrent les classiques grecs, surtout Homère et les comédies de Ménandre.
Son titre de citoyen lui ayant été contesté en 62 av. J.-C., Cicéron plaida pour son ancien maître  et obtint gain de cause : c'est à cette occasion que fut prononcé le discours Pro Archia.
Il obtint le droit de cité à Heraclé (89 acn) selon la Lex Plautia Papiria, d'après Cicéron pour gagner le procès, il est possible que ce soit un mensonge de Cicéron.
Archias a chanté la Guerre des Cimbres et le Consulat de Cicéron. Il ne reste sous son nom que quelques épigrammes.

## Publications
- Archias, Épigrammes, Anthologie Palatine
- (grc + de) Joachim Penzel, Ein literarischer Kommentar zu den Epigrammen des Antipater von Sidon und des Archias von Antiocheia, 2006, Trèves,  (ISBN 978-3-88476-871-6), 271 pages
- Notices d'autorité :   - VIAF
  - ISNI
  - BnF (données)
  - IdRef
  - LCCN
  - GND
  - Italie
  - Espagne
  - Pologne
  - Israël
  - NUKAT
  - Vatican
  - Norvège
  - Croatie
  - WorldCat